# Formit de Perpinyà
Formit de Perpinyà o Perpegnan (fl. XIII secolo) è stato un trovatore catalano, originario di Perpignano, nel Rossiglione, possibilmente attivo nel XIII secolo.
Il suo nome, Formit, raro per il tempo, significa "soddisfatto, perfetto, pronto" ed era probabilmente un soprannome. Del suo corpus poetico ci resta solo una canso autografa, conservata in un unico canzoniere. Essa è costituita di quattro coblas unissonans. La canso inizia con il verso Un dolz dezirs amorous ed è metricamente identica, salvo che per le rime, a A vos, bona don'e pros, attribuita in alcuni manoscritti a Raimbaut de Vaqueiras e in altri lasciata senza attribuzione autoriale, portando i successivi studiosi a considerarla come opera di Aimeric de Pegulhan oppure di Formit.